# Abetarda-real
A abetarda-real, também conhecida como abetarda de Denham, abetarda de Stanley ou abetarda de Stanley (Neotis denhami) é um grande pássaro da família Abetarda. A abetarda-real é a maior espécie do gênero Neotis, embora seja menor que as abetardas do gênero Ardeotis (assim como a abetarda-comum). É presente em grande parte da África Subsaariana. É uma espécie de terreno aberto, incluindo terras agrícolas, pastagens, planícies aluviais e áreas do bioma fynbos quando começa a crescer a nova vegetação após as queimadas naturais anuais. É residente, mas algumas populações do interior mudam para altitudes mais baixas no inverno. O macho pesa 9 ou 10 kg e medem 100 a 116 cm, a fêmea é muito menor pesando no máximo 4 kg e medindo 87 cm. O dorso é marrom, mais escuro e mais liso no macho, e a parte inferior da barriga é branca. O pescoço é cinza claro com nuca laranja. Sua coroa cinza é contornada com preto, e uma linha preta passa pelo olho com uma linha branca formando uma sobrancelha acima. As pernas longas são amarelo-claras. As asas são marcadamente padronizadas em marrom, branco e preto, o macho mostrando mais branco em vôo do que a fêmea ou os pássaros jovens. As pernas longas são de cor amarelada e o bico é de cor chifre esbranquiçada.
Os nomes comuns para esta espécie referem-se ao explorador inglês, Major Dixon Denham, e ao naturalista inglês Edward Smith-Stanley, 13º Conde de Derby. Em Angola – onde é comum no Deserto do Namibe – é conhecida por tua ou tua-real.

## Distribuição e habitat
Existem três subespécies desta abetarda, todas separadas em sua distribuição. N. d. denhami ocorre no sudoeste da Mauritânia, Senegal e Gâmbia, em seguida, a leste de Uganda e Etiópia. N. d. jacksoni é encontrado no Quênia e na Tanzânia e ao sul na Zâmbia, Botswana e Zimbábue, com populações também em Angola e na República Democrática do Congo. N. d. stanleyi ocorre na África do Sul e na Suazilândia . A abetarda-real ocupa habitats de pastagens. Ela está principalmente distribuída nas áreas de savana e podem ser encontrados em qualquer altitude de até 3000 m. Ela pode ser encontrada em uma gama considerável de habitats secundários, incluindo arbustos densos, bosques leves, terras agrícolas, pântanos secos e planícies áridas.

## Comportamento
Abetardas-reais costumam ser solitárias fora da temporada de acasalamento, embora se reúnam em grandes fontes de alimento e se juntem temporariamente para os movimentos migratórios. A migração é geralmente em busca de fontes de alimento e segue-se a passagens de chuva. Esta espécie é onívora, alimentando-se de uma grande variedade de alimentos à medida que se torna disponível para eles. Entre os diversos alimentos registrados na espécie estão insetos, pequenas cobras, roedores, filhotes de outras aves e diversas plantas verdes. Às vezes, eles seguem espécies de ungulados para colher besouros de esterco de seus excrementos.
Como todas as outras espécies de abetardas, a abetarda-real macho realiza uma exibição de namoro para atrair a atenção das fêmeas, no que é chamado de lek. Durante a exibição, o macho infla a garganta para mostrar um balão conspícuo de penas brancas. Esta espécie geralmente é silenciosa. A reprodução ocorre em várias épocas do ano, sendo especialmente indefinida na África Oriental. A reprodução pode ser provocada pela presença de chuvas. O ninho consiste em um arranhão raso, no qual a fêmea põe um ou dois ovos, que (se sobreviverem) ela criará sozinha.

## Status
A abetarda-real sofreu declínios populacionais em grande parte, senão em toda a sua extensão. Países como África do Sul, Quênia e Nigéria tiveram uma queda acentuada na população. A caça é a principal causa do declínio no Sahel e na África Ocidental, mas na África oriental e meridional, a conversão de pastagens em agricultura é uma ameaça maior. Em algumas áreas, a conversão de pastagens em florestas exploradas comercialmente tem sido uma ameaça para a espécie.